# DarkOrbit
Dark Orbit je online hra pro více hráčů vydaná v listopadu 2006 společností Bigpoint. Ve hře se hráč nachází ve vesmírné lodi, s níž létá, těží suroviny a bojuje s nepřítelem (NPC nebo nepřátelská firma).

## Mapy
Ve hře je několik map, mezi nimi pak můžete cestovat branami. Mapy jsou ve 2D efektu zobrazení (nyní také ve 3D) , na svoji loď se tak díváte shora (při použití 3D se můžete dívat i z boku); její pohyb pak ovládáte myší, rychlost lze plynule ovládat jen mezi maximem a zhruba 90%, vedle pomalejších lodí musíte skákat, pro některé funkce (např. zahájení útoku nebo změna munice) lze použít i klávesnici. Hra užívá k míření, střílení i ovládání lodi levé tlačitko myši, pravým se dostanete do standardního nastavení Adobe Flash. To znamená, že pokud lagujete, letíte do místa kam jste chtěli vystřelit. Míření je obtížné, ve hře jsou často desítky lodí na jednom místě.
Jak se zlepšujete, odemykají se vám postupně další mapy. Tím dochází k tomu, že přístup na domovskou mapu (tedy tu, kde se pohybují hlavně začátečníci) mají z nepřátelských hráčů pouze ti nejvyspělejší. Od levelu 24 jsou vám otevřené všechny mapy.
Komunikace s ostatními hráči je omezená, není možné např. kliknutím na hráče otevřít chatování.

## Firmy
Lze hrát za jednu ze tří znepřátelených stran:
- Venus Resources Unlimited (VRU)
- Mars Mining Operations (MMO)
- Earth Industries Corporation (EIC)[1]

## Brány
Existuje 5 typů bran:
- Normální - přenese na určenou mapu
- Invazní - objeví se jen někdy, přenese na invazní mapu
- Brány - Alpha α, Beta β, Gamma γ, Delta δ, Epsilon ε, Zeta ζ, Kappa κ, Lambda λ, Kronos, Hades a Kuiperova brána - lze je poskládat v Galaxy Gate
- Pirátské brány - funkce stejná jako u normálních, ale přenáší pouze jednosměrně. Pro návrat je nutné najít další bránu.
- Brána skupinové mapy - podobná normální bráně, ale slouží pouze pro skupiny hráčů k přenosu na skupinovou mapu.
- Akční brány - např. narozeninové brány nebo jiné akční brány - jsou vydávané jednou za čas a fungují většinou jako obyčejné Galaxy Gate

## Herní akce
Skupinová brána je jediná akce, která běží non-stop. Ostatní akce běží jenom někdy,ostatně je to poháněné počítačem takže je to náhodné.
- Spaceball
  - Místo - PvP mapa 4-4
  - Požadavky - minimálně 9. level
  - Pravidla - Hra se podobá fotbalu s rozdílem, že zde se účastní všechny 3 firmy proti sobě. Na mapě je míč, který se do branky dostává střelbou. Po gólu se firmě započítá 1 bod a z míče vypadnou Bonusové boxy. Míč se následně vrátí do středu mapy. Vítězí firma s největším počtem bodů.
  - Jsou hráči, ve hře označovaní jako Kempaři, kteří jen stojí u portálu a čekají na Boxy. Toto chování je odsuzováno a ostatní, poctiví hráči vás za to i sestřelí a nehledí přitom na čest.[2]
- Bitva o bóje
  - Místo - všechny mapy DO (většinou však dolní mapy x-1, x-2, x-3, x-4)
  - Požadavky - Pro získání bóje je potřeba dostatečný level pro přístup na nepřátelské X-2 mapy. Hráč který chce pouze lovit nepřátele držící bóji žádné nutné požadavky nemají.
  - Pravidla - Na každé x-2 mapě jsou umístěny bóje ostatních firem. Cílem je dostat se na nepřátelskou mapu, získat bóji vlastní firmy a doletět s ní zpět na vlastní x-2 mapu. Při držení bóje je rychlost hráče snížena na polovinu a nefunguje maskování. Bóje se započítá pouze pokud není z vlastní x-2 mapy ukradena bóje cizí. Vítězí firma s nejvyšším počtem bodů.[3]
- Invaze
  - Místo
    - mapy x-1 pro hráče mezi 5. a 9. levelem
    - mapy x-3 pro hráče mezi 10. a 14. levelem
    - mapy x-5 pro hráče od 15. levelu

  - Pravidla - Po průchodu bránou se hráč objeví na invazní mapě. Tam přilétají vlny nepřátel, které se snaží firma společnými silami zničit. Za sestřely získává firma body. Firma s největším počtem bodů získá odměnu.
- Team Death-Match
  - Místo
    - mapy x-4 pro hráče do 11. levelu
    - mapy x-6 pro hráče nad 11. levelem

  - Pravidla - na speciálních mapách bojují vždy 2 firmy proti sobě. Cílem je během 5 minut zničit co nejvíce nepřátel. Vítězí skupina s vyšším počtem přeživších hráčů.[4]
- Skupinová brána
  - Místo - mapy x-3
  - Požadavky - hráč musí být ve skupině
  - Pravidla - Ve skupinové bráně se nachází skupinky různě silných nepřátel. Cílem je během četných soubojů s nimi aktivovat všechny bóje na mapě a tím přivolat hlavního nepřítele.[5]
- Scoremagedon
  - Místo - všechny běžné mapy ve hře
  - Požadavky - alespoň 5. level
  - Pravidla - Každý dostane na začátku akce 5 životů, které se ubírají s každým zničením (nezáleží na tom co hráče zničilo), pokud je sestřelen někdo, kdo má alespoň jeden život, má opravu zdarma a ten co ho sestřelil dostává body. Body se násobí kombo násobičem, který narůstá při ničení ostatních hráčů, kterým ještě zbývá alespoň jeden život a časem pozvolna klesá. Hráč po zničení začíná s kombo násobičem 1x.[6]

## Herní měny

### Finance
- Kredity (C.) - standardní měna
- Uridium (U.) - bonusová měna
- JackpotEura - slouží jen k tzv. "Jackpot battle" (boje o přeměnění JackpotEur na skutečné peníze), hru jinak neovlivňují

Uridium lze získat třemi způsoby: ničením vetřelců(NPC), sbíraním bonusových boxů a platbou reálnými penězi.Uridium je vzácnější než kredity a proto se za něj kupují elitní předměty.

### Zdroje
Vyskytují se ve vesmíru, kromě PvP map. Lze je získat i zničením vetřelců.
- Prometium - červené kameny, vyskytují se na mapách x-1,x-2 a x-8. Základní prodejní cena: 10 kreditů
- Endurium - modré kameny vyskytují se stejně jako prometium. Základní prodejní cena: 15 kreditů
- Terbium - žluté kameny, nevyskytují se na x-1. Základní prodejní cena: 25 kreditů
- Prometid - růžové kameny, lze získat pouze ze skylabu a zničených vetřelců. Základní prodejní cena: 200 kreditů
- Duranium - zelené kameny, lze získat pouze ze skylabu a zničených vetřelců. Základní prodejní cena: 200 kreditů
- Promerium - oranžové kameny, lze získat pouze ze skylabu a zničených vetřelců. Základní prodejní cena: 500 kreditů
- Xenomit - lze získat zničením vetřelce, nálezem v bonusovém boxu nebo z Galaktických bran.
- Seprom - fialové kameny, lze získat pouze ze skylabu a také z nepřátelských hráčů
- Palladium - dá se sebrat na pirátských mapách 5-1 a 5-3, 15 Palladia se mění na 5-2 v pirátské základně za extra energii do Galaktických bran.

Zdroje Duranium a Prometid lze získat zušlechtěním (zkombinováním) základních zdrojů. Z Durania a Prometidu se dá s příměsí Xenomitu zušlechtit Promerium. Pomocí nich pak lze vylepšovat funkce zbraní a generátorů. Prodejní ceny zdrojů jsou ovlivňovány ctí (při záporné cti cena klesá a naopak. Cena se zvýší o 1kredit u Prometia za každých 50000 bodů, u Enduria za 33333 bodů, u Terbia za 20000 bodů, u Prometidu a Durania za 2500 bodů a Promerium za 1000 bodů cti).

#### Skylab
Ve hře se nachází pro každého hráče tzv. Skylab. Je určen k automatickému sběru a zušlechtění zdrojů, jejich skladování a možnost odeslání do lodě. Na začátku je nutné postavit jednotlivé kolektory a rafinerie. Poté začne Skylab sám sbírat zdroje, které se po odeslaní speciálním transportním modulem (který je součástí Skylabu) dají prodat na základně. Transportní modul je pouze na úrovni 1. Všechny ostatní části se dají postupně upravovat až do úrovně 20. Je k tomu potřeba pouze vlastnit základnový modul již na vyšší úrovni, než co chcete vylepšovat, dostatek kreditů a zdrojů na vylepšení. Pokud nechcete čekat na dokončení je potřeba i dostatek uridia, který umožní provést vylepšení okamžitě.

##### Části Skylabu
- Základnový modul - Jeho úroveň určuje maximální možnou úroveň všech ostatních částí Skylabu. Je to jeho hlavní část, která ale nemá žádné další využití
- Skladový modul - S jeho narůstající úrovní roste i množství surovin, které může Skylab uchovávat. Je důležité si pamatovat, že Skylab pracuje i v době, kdy není hráč připojen a pracuje poměrně pomalu. Je tedy vhodné mít za dobu nepřítomnosti již našetřené suroviny.
- Transportní modul - Umožňuje odesílání surovin mezi Skylabem a lodí. Na začátku nemá Skylab téměř žádné suroviny a je tedy potřeba k výstavbě prvních částí odeslat zdroje z lodi. Později se využívá k odesílání zdrojů do lodi. Tam se dají prodat nebo dále využít.
- Xeno modul - (nevyrábí Xenomit, ale pouze jeho umělou náhradu, která je použitelná k výrobě Promeria. Ve hře je Xenomit využíván i k dalším účelům a takto je znemožněno jeho odesílání do lodi a je ho tedy nutné na ostatní účely zakoupit.)
- Solární modul - Aby mohl Skylab pracovat, potřebuje také dostatek energie. Ta je zajišťována právě tímto modulem.
- Kolektory - Umožňují Skylabu získávat potřebné základní zdroje. V případě potřeby se dá ke každému kolektoru dokoupit až 12 zrychlovačů, které mu po nějakou dobu jejich životnosti pomáhají s rychlejším sběrem.
- Rafinerie - Automaticky zušlechťují nasbírané zdroje na jejich hodnotnější druhy (Prometid a Duranium, poté Promerium a nakonec Seprom)

#### Dočasná vylepšení pomocí zdrojů
- Útok - Prometid (1 ks zvýší sílu o 15 % na 10 ran), Promerium (1 ks zvýší sílu o 30 % na 10 ran), Seprom (1ks zvýší sílu o 60 % na 10 ran)
- Štít - Duranium (1 ks zvýší štít o 10% na 10 minut), Promerium (1 ks zvýší štít o 20 % na 10 minut), Seprom (1 ks zvýší štít o 40 % na 10 minut)
- Rychlost - Duranium (1 ks zvýší rychlost o 10 % na 10 minut), Promerium (1 ks zvýší rychlost o 20 % na 10 minut)[7]

## Vesmírné lodě

### Lodě hráčů
Základní parametry lodí, které se ve hře dále vylepšují pomocí zakoupeného vybavení:
- třída Starjet
  - Phoenix - rychlost: 320, sklad 100, 4000 životů, minimum místa pro vybavení, cena a oprava: zdarma.
  - Leonov - loď s domovským bonusem, cena: 15000 uridia.
    - na nedomovských mapách (Pvp, invaze, brány, mapy x-5 - x-8, všechny mapy cizích firem)
      - rychlost: 340, sklad 500, 64000 životů, dostatek místa pro vybavení

    - na domovských mapách (mapy x-1 - x-4 vlastní firmy)
      - rychlost: 380, velký sklad, 160000 životů, dostává bonus 500 na sklad, útok a štít,
- třída Starfighter
  - Liberator - rychlost: 300, sklad 400, 16000 životů, baterie 10000, cena: 40000 kreditů.
  - Piranha - rychlost: 320, sklad 600, 64000 životů, baterie 14000, cena: 100000 kreditů.
  - Nostromo- rychlost 340, sklad 800, 128000 zivotu, baterie 16000, cena 195000 kreditu.
  - Vengeance - rychlost: 380, sklad 1000, 180000 životů, baterie 16000, cena: 30000 uridia.
- třída Battlecruiser
  - BigBoy - rychlost: 260, sklad 700, 128000 životů, baterie 18000, cena: 285000 kreditů.
  - Goliath - rychlost: 300, sklad 1500, 256000 životů, baterie 32000, cena: 80000 uridia.
- třída Těžký křižník
  - Citadel - rychlost: 240, sklad 4000, 550000 životů, hodně místa pro vybavení, cena: 300000 uridia.
- třída Opravárenská loď
  - Aegis - rychlost: 300, sklad 2000, 275000 životů, hodně místa pro vybavení, cena: 250000 uridia.
- třída Průzkumná loď
  - Spearhead - rychlost: 370, sklad 500, 100000 životů, dostatek místa pro vybavení, cena: 45000 uridia.

Lodě Citadel, Aegis a Spearhead lze získat také z modrých pirátských truhel.
- třída administrátorských lodí (nelze je koupit a asi ani zničit[8], bližší informace neznámé)
  - Admin police ship (APS) - rychlost: 900, 12000000 životů(nejmenší počet BŽ může být větší), ale není zcela nezničitelná, několik hráčů ji údajně zneškodnilo.
  - Unidentified Flying Object (UFO) - původní loď administrátorů (Již neexistuje)

### Designy
Designy lodí vylepšují různé parametry. Jejich vedlejší schopnosti se dobíjejí dle designu od 6 do 20 minut, hlavní schopnost funguje pořád a nemusí se nijak aktivovat.
- design na loď Big Boy
  - Červený Big Boy - jen přebarvení, nelze normálně zakoupit, k dostání pouze na CD DarkOrbit Add-on
  - Solemn - + 10% zkušeností, cena 150000 kreditu
- designy lod Vengeance:
  - Adept - o 10 % více bodů zkušenosti, cena 100.000 U (lze dražit v aukci)
  - Avenger - o 10 % silnější štít, cena 100.000 U (nebo dražitelné v aukci)
  - Corsair - o 10 % více bodů cti, cena 100.000 U (lze dražit v aukci)
  - Lightning - o 5 % silnější útok, na 5 sekund zrychlení o 30 %, cena 250.000U (lze dražit v týdenní aukci)
  - Revenge - o 5 % silnější útok, cena 100.000 U (nebo dražitelné v aukci)
  - Pusat - vengeanci se zvíši počet laserů na 16 a počet generátorů na 12, hp sníženy na 125 tisíc, cena 250.000 U (nalze vydražit)
- designy lodě Goliath:
  - Amber - jen přebarvení, oranžová, 40.000 U (lze dražit)
  - Bastion - o 10 % silnější štít, cena 100.000 U (nebo dražitelné v aukci)
  - Centaur - o 10% více HP, cena 100.000 U (je tak trochu náhradou za Saturn)
  - Crimson - jen přebarvení, červená, cena 40000 U (nebo dražitelné v aukci)
  - Diminisher - o 5 % silnější útok, útok dokáže oslabit štíty po dobu 1 minuty, cena 35 € (od 26.2.2014 lze vydražit v "týdenní" aukci)
  - Enforcer - o 5 % silnější útok, cena 100000 U (nebo dražitelné v aukci)
  - Exalted - o 10 % více bodů cti, cena 100000 U (nebo dražitelné v aukci), lze jej také zakoupit za 30 € v balíčku se skinem Veteran
  - Glory - jen přebarvení, vlajka USA (pouze na US serveru), nelze zakoupit (pouze jako odměna za vítězství v soutěži v odpalování raket)
  - Ignite - jen přebarvení, bílo-oranžová, odměna za 25 přátel pozvaných do DarkOrbitu (počítá se po dosažení 7. levelu), (nelze dražit v aukci)
  - Jade - Pouze přebarvení, zelená, cena 30 € (nelze dražit, design je přidán jako dárek při zakoupení Premium účtu na měsíc)
  - K2 - Pouze přebarvení, oranžová, cena 30 € (nelze dražit, design je přidán jako dárek při zakoupení Premium účtu na měsíc)[9]
  - Sapphire - jen přebarvení, modrá, cena 30 € (nelze dražit, design je přidán jako dárek při zakoupení Premium účtu na měsíc)
  - Saturn - Možná odměna za dokončení brány Kronos, dává o 20% více životů
  - Sentinel - o 10 % silnější štít,o 30% oslabí nepřátelské střely po dobu 2 minut, cena 35 € (od 26.2.2014 lze vydražit v "týdenní" aukci)
  - Solace - o 10 % silnější štít, možnost aktivace okamžité opravy o 50% bodů života (zároveň opraví i všechny členy skupiny), cena 35 € (od 26.2.2014 lze vydražit v "týdenní" aukci)
  - Spectrum - o 10 % silnější štíty, po aktivaci se vám sníží útok o 50% a získané škody o 80% po dobu 30 sekund, cena 35 € (od 26.2.2014 lze vydražit v "týdenní" aukci)
  - Surgeon - 6% bonus k poškození, 6% bonus ke zkušenosti a cti a jeden dodatečný slot pro generátor. Dal se vyrobit, získat z brány nebo koupit za Uridium.
  - Venom - o 5 % silnější útok, schopnost singularita, která způsobí navyšování škod přímo na lodi soupeře po dobu 30 sekund, cena 35 € (od 26.2.2014 lze vydražit v "týdenní" aukci)
  - Veteran - o 10 % více bodů zkušenosti, cena 100000 U (nebo dražitelné v aukci), lze jej také zakoupit za 30 € v balíčku se skinem Exalted[10][11]
  - Vanquisher - o 7% silnější útok proti hráčům
  - Peacemaker - o 7% silnější útok proti hráčům
  - Sovereign - o 7% silnější útok proti hráčům

SATURN: Design lze získat z brány Kronos.Jeho cena je nevyčíslitelná,je vzacný. Přidává 20% života.
Nově jsou designy i pro lodě Aegis, Citadel, a Spearhead.

### Letouny
Podpůrné letouny, které obíhají kolem vaší lodě, vám pomáhají v přestřelkách. Mají jeden nebo dva sloty, díky čemuž je můžete vybavit zbraněmi či štíty. Dají se postupně vylepšovat, standardně v šesti úrovních.
- Základní letouny - Celkem je jich možno vlastnit 8.
  - Flax - Kupuje se za kredity, má jeden slot pro vybavení (Po zakoupení letounu se cena dalšího zdvojnásobí. Při jeho ztrátě se cena zase samozřejmě sníží, cena prvního: 100 000 kreditů)
  - Iris - Dá se koupit pouze za Uridium nebo vydražit v aukci - má 2 sloty pro vybavení (Jeho cena narůstá také, ale není to již po dvojnásobcích. Nárůst je o něco menší, nejvíce ceněný z věcí dostupných v dražbě, malá šance výhry) [12]
- Speciální letouny
  - Obchodní letoun HM7 - Letoun určený pouze k prodeji zdrojů. Umožňuje jejich odeslání na základnu aniž by tam musel hráč sám letět. Je použitelný na 100 odeslání a dá se pořídit pouze za peníze. Jeho cena je 0,99€. Design Amber (oranžový, od roku 2009), dostupný jen za peníze, nabízí nekonečno transakcí s obchodním letounem, zahrnuje i onen letoun, cena byla myslím 25€.
  - Apis - Pirátský letoun, celkem 9. v řadě, skládá se z 45 dílů, které se dají získat z "Booty boxů" (padnou jen někdy málo z normálních NPC, k jejich otevření je potřeba Booty Key za 1500 uridia, je tam ale většinou jen trocha munice a raket za pořizovací cenu kolem 1500 uridia). Jeho základní cena je 1100000 Uridia.[zdroj?] S každým nalezeným dílem jeho cena klesne.
  - Zeus - Taktéž pirátský letoun, 10. v pořadí, 2 sloty, 45 dílů, které lze získat ze zlatých pirátských beden, základní cena 1 500 000 uridia.
  - PET - 10 - Speciální letoun s patnácti úrovněmi. Kromě zbraní a štítů ho lze vybavit i protokoly umělé inteligence. Po zakoupení protokolu umí plnit různé úkoly, které šetří hráčům práci. (např. sběr boxů nebo surovin)[13]

Letouny není možné vybavit generátory pohonu.

### Lodě vetřelců
- -=Streuner=- - x-1,2 -slabý, pro začátečníky, silnější lodě ho snadno porazí na jeden výstřel[zdroj?], 1200 životů, 400 štítu, nově jen 800 životů a 400 štítu, odměna 400 XP, 1 uridium, 400 kreditů, 2 body cti, útok = 20
- -=Lordakia=- - x-2,3,4 -rychlá, ale slabá, pro zkušené hráče nezajímavá, 2000 hp a štítů, odměna 2× větší než za -=Streuner=-, útok = 80
- -=Saimon=- - x-3,4 -rychlý, útočí na všechny, ale poměrně slabý, odměna 2× víc než za lordakia, útok 150-190
- -=Mordon=- - x-3,4 -pomalý, ale poměrně silný, odměna 6400 kreditů, 3200 XP, 8 uridium, 16 bodů cti, útok ~ 350
- -=Devolarium=- - x-3 -silné, pomalé, 100 000 Hp a štítu, útok ~ 1000, velmi si na něm zakládají hráči s lodí Leonov, 51 200 kreditů, 16 uridium, 32 bodů cti, 6400 XP
- -=Sibelon=- - x-4 -pomalý, ale zvláště v Boss a Uber formě velmi nebezpečný, útok ~ 2200, životy a odměna - 2× větší než -=Devolarium=-

S přidáním nových map 5-1, 5-2, 5-3 v roce 2011 přibyli i další nepřátelé, jsou i na 4-5:
- Pirátské lodě
  - -=Interceptor=- - loď pirátů, odolná, ale výzbroj nestojí za nic
  - -=Baracuda=- - známá svým kamikaze útokem
  - -=Anihilator=- - pomalý, ale má mocné zbraně, ubírá kolem 12 000, střílí rakety Hellstorm - 100
  - -=Saboteur=- - má speciální zařízení na zpomalení nebo i zastavení protivníka, dá se mu vzdorovat EMP pulzem.
  - -=Battleray=- - mocná loď, startovací platforma pro -=Interceptory=-

Takzvanou smrtící dvojicí je Anihilátor a Saboteur. Saboteur vás zastaví a Anihilátor zničí.
Ostatní normální NPC na "nových mapách (2009) x-5,x-6,x-7,x-8
- -=Lordakium=- - domovská loď Lordakií, pro slabší lodě mocné NPC, na mapě 1-5, 300 000 HP, 200 000 štítu, ubírá ~ 3500 HP, nelze kroužit (vyhnout se útoku pomocí oblétaní dokola)
- -=Sibelonit=- - rychlý, agresivní, nenechá hráče na pokoji, dokud ho nezničí, na mapě 1-5, 40 000 HP, 40 000 štítu, ubírá ~ 1000 HP, lze kroužit
- -=Kristallin=- - létá ve skupinách, lépe vyzbrojený BigBoy by s ním neměl mít žádné problémy[zdroj?], lze kroužit, ubírá ~ 1200 HP, 60 000 HP, 50 000 štítu
- -=Kristallon=- - oblíbený u silných hráčů pro velkou odměnu, ubírá ~ 4000, nově je těžké ho kroužit, odměna 128 uridia, 409 800 kreditů, 51 200 XP, 512 bodů cti, 400,000 HP, 300,000 štítu
- -=Cubikon=- - velmi odolný, doporučuje se útok ve skupině (odměna se dělí mezi všechny útočníky), neútočí, 1 600 000 HP, 1 200 000 štítu, Odměna: 1024 uridia, 512 promerium, 128 xenomit
- -=Protegit=- - silný, neuvěřitelně rychlý, při útoku na Cubikon napadne narušitele skupinka okolo 20 protegitů, která sídlí přímo uvnitř, ve starém klientovi bylo možné pozorovat otvírání "Garáží", kde jsou protegiti usídleni, Odměna stejná jako za -=Kristallin=-, jen mapy x-6, Galaxy gates, útok ~ 1000
- -=StreuneR=- - obdoba streunera, pomalý, slabý, neagresivní, jen na x-8, odměna jako za -=Mordon=-, 30 000 hp, 20 000 štítu, lze kroužit, damage ~ 400

Ostatní:
- -=demaNeR=- - neznámý vetřelec, pro špatně vyzbrojenou loď velký problém, jen galaxy gate Delta
- -=Ice meteorid=- - Během akce se objevuje na starých i nových mapách, vysílá Icy (jako Cubikon Protegity) a hráči (celé skupiny) ho ničí. Za zničení je mimo jiné i hodinový booster pro prvního útočníka.

Od každé lodě vetřelců (kromě Anihilatoru, Baracudy, Battleray, Cubikonu, Interceptoru, Protegitu a Saboteura)[zdroj?] existují i její boss a uber verze. Boss vetřelci jsou čtyřikrát silnější (životy, štíty i útokem i odměnou) než obyčejné verze, uber vetřelci jsou ještě dvakrát silnější než boss verze. Uber vetřelci se nacházejí pouze na mapě 4-5, boss verze NPC se nacházejí:
- -=Boss Streuner=- - x-2; 4-5
- -=Boss Lodarkia=- - x-2; 4-5; brána Lamda
- -=Boss Saimon=- - x-3,4; 4-5
- -=Boss Mordon=- - x-3; 4-5; některé galaxy brány
- -=Boss Devolarium=- - x-3; 4-5; brána Lamda
- -=Boss Sibelon=- - x-4; 4-5
- -=Boss Sibelonit=- - x-5 kromě 4-5
- -=Boss Lordakium=- - x-5; 4-5; brány: Delta, Birthday, Kappa, Lambda
- -=Boss Kristallin=- - x-6; x-7; 4-5; brány: Zeta, Lambda, Kappa
- -=Boss Kristallon=- - x-7; 4-5
- -=Boss StreuneR=- - x-8; 4-5

Ještě existují: icy, ice meteoroid, super ice meteoroid, a mnoho dalších.

## Výbava

### Zbraně
Je-li loď vyzbrojena pouze lasery LF-3, její výstřely se změní z červené na modrou barvu (při použití munice MCB-50 zelenou).
- Lasery
  - LF-1, 65 - maximální damage
  - MP-1, 75 - maximální damage
  - LF-2, 140 - maximální damage
  - LF-3, 180 - maximální damage
  - LF-4, 200 - maximální damage
  - Nestabilní LF-4 - maximální damage 128-220 bonusová zbraň lze získat z Beden nebo montáže a nebo padají z bran
  - LF-4 Hyperplasmoid  maximální damage 225 + 0.5% BZ za každý Laser
  - LF-4 Paritydrill Základní maximální damage 230 + 5 bodů proti NPC
  - LF-4  Magmadrill maximální damage 230 + 5 bodů proti hráčům
  - Prometheus Laser základní damage 210 + 200 každých 5 vteřin (každých 5 vteřin součet 410 na jednu zbraň) do NPC na mapách Black Light (BL) 3,5x větší poškození do tamních NPC 
    - 75 Booty Keys
    - 200,000,000 Credits
    - 15,000 UCB-100 ammo
    - 2,500 RSB-75 ammo
    - 6,000 Rinusk
    - pouze na prvních 10 jdou úkoly

  - Munice
  - LCB-10, normální poškození, při vyzbrojení lodě všemi lf3, modrá barva, jinak červená
  - MCB-25, dvojnásobné poškození, při vyzbrojení lodě všemi lf3, modrá barva, jinak červená
  - MCB-50, trojnásobné škody, při vyzbrojení lodě všemi lf3, zelená barva, jinak červená
  - UCB-100, čtyřnásobné škody, vždy bílá barva výstřelů
  - SAB-50, škody jako Mcb-25, ale na štítu
  - RSB-75, šestinásobné škody, salva ohnivých výstřelů bez ohledu na zbraně. Čas mezi jednotlivými výstřely je ale prodloužen - možnost kombinace útoku s jinými municemi...
  - JOB-100 Munice na hráče 2× škody, na NPC 3,5 škody
  - CBO-100, mix munice SAB (1x DMG) a MCB-50 (3x DMG)
- Raketomety
  - HST-1, vystřelí 3 rakety pro HST
  - HST-2, vystřelí 5 raket pro HST
- Rakety
  - R-310 - maximálně 1000 BŽ, raketa krátkého doletu, cena 100 kreditů - výhodná.
  - PLT-2026 - 2000 BŽ, střední dolet, cena 500 kreditů, nevýhodná, ale většina hráčů je používá.
  - PLT-2021 - 5000 BŽ, v novém klientovi jen 4000 BŽ, dlouhý dolet, cena 5 uridium
  - PLT-3030 - až 6000 BŽ, dlouhý dolet, snížená přesnost, cena 7 uridium
  - PLD-8 - poškodí na 3 sekundy systémy míření, cena 100 uridum
  - DCR-250 - zpomalí cíl o 30 %, cena 500 uridium
  - Torpédo WIZ-X - na půl minuty změní podobu cíle, cena 100 uridum, dostupné jen při halloweenu.
- Rakety do HST Raketometu
  - ECO-10 - kolem 2200 BŽ na raketu
  - HSTRM-01 - kolem 4000 BŽ na raketu, cena za 1 raketu - 25 uridium
  - UBR-100 - stejné jako HSTRM-01, pouze zvýšená účinnost proti NPC o 80 % - cena 30 uridium
  - SAR-01 - raketa absorbující štít[14]
- Miny (všechny jsou přibližovací)
  - Acm-1 - ubere max. 75 000 zdraví lodi goliath (škody normálně nejdříve do štítu), ve starém klientovi ubírala 20% Bodů života, nikoli štítu a poškodí všechny lodě v dohledu, cena 100 uridum
  - EMP-MO1 - při detonaci zruší maskování,
  - SAB-MO1 - ubere 50 % síly štítů
  - DD-MO1 - ubere 20 % zdraví přímo ze síly lodi

UCB-100 lze získat jen z úkolů, z Pirate Bootů nebo v Galaxy Gates.[zdroj?] Wiz-X, Rsb-75, PLD-8, DCR-250, HSTRM-01 a UBR-100 lze získat pouze při speciálních akcích.[zdroj?]
- Zvláštní zbraně
  - ISH-01 (instant shield) - nesmrtelnost na 3 sekundy, stojí 10 acm-1 a 100 xenomitu (surovina získaná buď z Boss-NPC, nebo z dražby, lze koupit 10 xenomit za 100 uridium)
  - SMB-01(smartbomb)- Ve starém klientovi ubere lodím okolo, nikoli tomu kdo ji použije 20% BŽ, nyní funguje jen jako acm-1, přitom, že nezasáhne původce, ceba stejná jako za ISH-01
  - EMP-01 - Znemožní zaměření lodě na 3 sekundy, nefunguje na NPC, cena 500 uridium

### Generátory a extra předměty
Kromě zbraní lze také zakoupit generátory a extra předměty.
- Generátory štítu - Snižují poškození způsobené lodi. Liší se v síle a poměru poškození mezi štítem a lodí
- Generátory pohonu - Zvyšují rychlost lodi. Nejlepší GEN-7900 za 2000 uridia přidá 10 rychlosti.
- Opravovací roboti - Opraví poškozenou loď. Liší se v počtu opravených životů za minutu.
  - REP-1, také Rep-S (startovací - základní opravovací robot) 5000 života za minutu, stojí 10 000 kreditů.
  - REP-2, 20000 bodů života za minutu, stojí 2 000 uridium, dostupný v dražbě.
  - REP-3, 50000 bodů života za minutu, stojí 5 000 uridium, dostupný v dražbě.
  - Nově i REP-4, 75000 bodů života za minutu, stojí 20 000 uridium, dostupný v dražbě.
- Maskovací moduly - Zamaskují loď, dokud neprovede útočnou akci. (Loď se stane na mapě pro ostatní neviditelnou, ale na radaru je stále zachytitelná. S trochou snahy a šikovnosti lze i maskovanou loď napadnout.) Maskování se liší v počtu možných použití modulu.
- Rozšiřovače slotů - Zvýší počet slotů pro extra vybavení, max. o 10
- Automaty - Šetří hráčům práci. Liší se v zaměření (např. automatický odpalovač raket - střílí rakety během boje, automatická oprava - spouští opravovacího robota atd.)
- Skoková CPU - Přemístí loď. (Obvykle přenáší na domovskou mapu - rozdělují se dále podle počtu skoků a podle množství map, ze kterých mohou hráče přenést, některé umí přenést na hráčem vybranou mapu - za takový přenos se platí uridiem)
- Rozšiřovače nákladního prostoru - Zvětší nákladní prostor na dvojnásobek molekulární kompresí.